# بایودرما
بایودرما (انگلیسی: Bioderma) شرکت داروسازی فرانسوی است، که در سال ۱۹۷۷ تأسیس شد.